# Onoreidium cristatum
Onoreidium cristatum är en skalbaggsart som beskrevs av Gilbert John Arrow 1931. Onoreidium cristatum ingår i släktet Onoreidium och familjen bladhorningar. Inga underarter finns listade i Catalogue of Life.